# Moritz Steinschneider
Moritz Steinschneider, född 30 mars 1816 i Prossnitz i nuvarande Tjeckien, död 24 januari 1907 i Berlin,  var en österrikisk-preussisk orientalist och bibliograf.
Steinschneider blev filosofie doktor i Leipzig 1850, var rektor för judiska flickskolan i Berlin 1869–1890 och blev professor 1894. Han hade stora kunskaper i klassiska och semitiska språk och kulturer och räknas som grundare av den hebreiska bibliografin. Bland hans många skrifter finns bland annat  kataloger över hebreiska handskrifter samt judisk litteratur. Han var sin tids frnämsta auktoritet på den judiska bibliografins och litteraturhistoriens område, men till följd av den oerhörda rikedomen på detaljer, som samlats från alla möjliga håll, är hans skrifter i allmänhet ytterst svårlästa.